# 临清桥
27°05′33.4″N 119°54′44.01″E / 27.092611°N 119.9122250°E
临清桥，位于中国福建省霞浦县柏洋乡塔后村上万自然村，为霞浦县级文物保护单位，类型为古建筑，公布时间为1986年2月。
临清桥的历史年代为明清，始建于明朝天顺年间，清朝两次重修，桥正中有一尊泥塑泗州文佛像。